# Paghakn
Paghakn – wieś w Armenii, w prowincji Szirak. W 2011 roku liczyła 83 mieszkańców.